# Takayasu Kawai
Takayasu Kawai (河合 崇泰 Kawai Takayasu?), född 7 mars 1977 i Kanagawa prefektur, är en japansk före detta fotbollsspelare.
Kawai började sin karriär 1995 i Bellmare Hiratsuka. 1998 flyttade han till Cerezo Osaka. Efter Cerezo Osaka spelade han för Jatco och Sagawa Express Tokyo. Han avslutade karriären 2006.